# Nhà máy điện hạt nhân Ninh Thuận
Nhà máy điện hạt nhân Ninh Thuận là tên gọi chung của chuỗi hai nhà máy điện hạt nhân I và II được lập dự án xây dựng cho đến năm 2016 tại tỉnh Ninh Thuận, Việt Nam với tổng công suất trên 4.000 MW. Theo quy hoạch phát triển điện lực Quốc gia, nhà máy điện hạt nhân I và II sẽ được khởi công vào năm 2020 chậm hơn 6 năm dự kiến. Sau thảm họa phóng xạ tại nhà máy điện hạt nhân Fukushima năm 2011 tại Nhật Bản do động đất và sóng thần, Dự án sau đó phải lùi địa điểm đã chọn vào đất liền sâu hơn, công trình được nâng lên để bảo đảm an toàn. Dự án được tiến hành theo kiến nghị của Thủ tướng Nguyễn Tấn Dũng dựa trên ước tính thiếu thốn điện năng đến 2020, được Quốc hội Việt Nam thông qua chủ trương đầu tư xây dựng. Về nguồn kinh phí, Nga đồng ý cho Việt Nam vay 10,5 tỷ USD, Nhật cũng đồng ý cho vay nguồn vốn ODA làm điện hạt nhân. Tổng mức đầu tư dự toán khoảng 200.000 tỷ đồng tại thời điểm cuối năm 2008.
Theo quyết định chính thức của Thủ tướng Nguyễn Tấn Dũng ký ngày 18/3/2016 về phê duyệt điều chỉnh quy hoạch phát triển điện lực quốc gia thì tổ máy đầu tiên sẽ chạy vào năm 2028 và sẽ có thêm 3-4 tổ máy nữa đến năm 2030.
Bên lề Diễn đàn quốc tế về công nghiệp hạt nhân lần 8, diễn ra tại Matxcơva (Nga) trong hai ngày 31-5 và 1-6.2016, ông K.B. Komarov - phó tổng giám đốc Tập đoàn Năng lượng nguyên tử quốc gia Nga - cho biết, thời điểm khởi công Nhà máy điện hạt nhân Ninh Thuận có thể vào năm 2027 hoặc 2028.
Ngày 22/11/2016, Quốc hội đã biểu quyết dừng thực hiện dự án xây dựng nhà máy điện hạt nhân tại tỉnh Ninh Thuận. Chủ nhiệm Văn phòng Chính phủ Mai Tiến Dũng cho hay: "Việc dừng dự án không phải vì lý do công nghệ mà là do điều kiện kinh tế nước ta hiện nay". 
Ngày 30/11/2024, tại kỳ họp thứ 8 khoá XV, Quốc hội phê chuẩn nghị quyết, trong đó đồng ý tái khởi động dự án điện hạt nhân Ninh Thuận sau 8 năm tạm dừng.

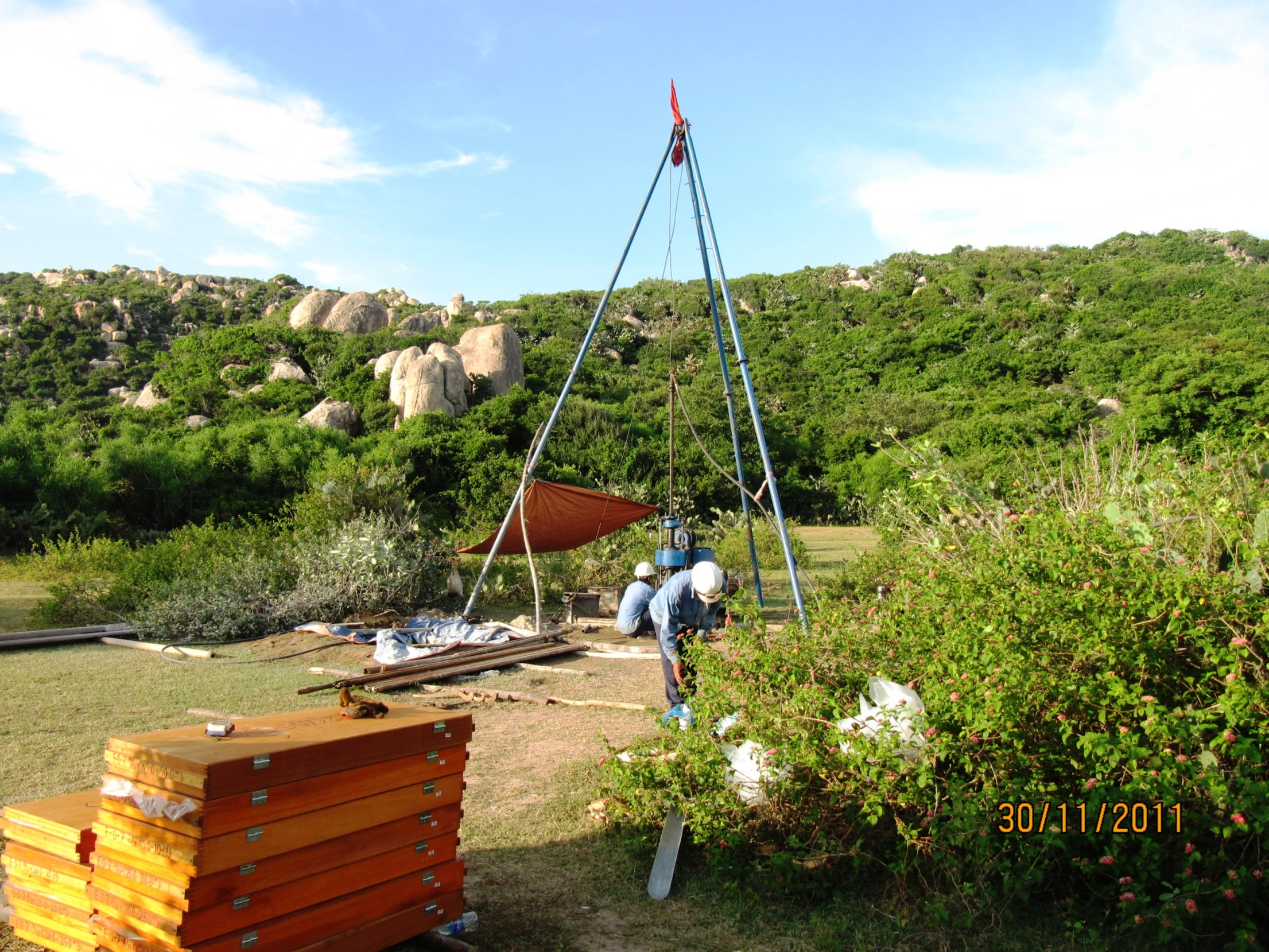
Khoan khảo sát địa chất tại Vĩnh Hải.

## Vị trí
Theo Nghị quyết của Quốc hội cuối năm 2009:
- Nhà máy điện hạt nhân Ninh Thuận I đặt tại xã Phước Dinh, huyện Thuận Nam, tỉnh Ninh Thuận.
- Nhà máy điện hạt nhân Ninh Thuận II đặt tại xã Vĩnh Hải, huyện Ninh Hải, tỉnh Ninh Thuận.[6]

Theo thông tư bổ sung của Bộ Khoa học và Công nghệ, nếu trong vòng bán kính 8 km có đứt gãy hoạt động mà không có giải pháp khắc phục thì phải chuyển địa điểm xây dựng.
Trung tâm Ninh Thuận cách Thành phố Hồ Chí Minh khoảng 350 km.

## Đối tác và công nghệ

### Nhà máy điện hạt nhân Ninh Thuận I
Tháng 5 năm 2010, Nga được lựa chọn làm đối tác cung cấp công nghệ cho nhà máy điện hạt nhân I, với cam kết lâu dài sẽ hỗ trợ Việt Nam trong công tác quản lý và xử lý chất thải hạt nhân, đồng thời xây dựng một chương trình quốc gia về vấn đề này. Nga đưa ra mức giá ở nhà máy mức công suất 2.000 MWh là gần 8 tỷ USD và đồng ý cho Việt Nam vay tín dụng xuất khẩu để triển khai dự án. Nhà máy được dự tính xây dựng với hệ số an toàn cao trên cơ sở các lò phản ứng nước nhẹ hiện đại; sử dụng công nghệ nước áp lực (VVER) theo thiết kế của nhà máy điện thế hệ 3 với mức độ an toàn hơn hẳn thế hệ 2 (như nhà máy Fukushima I). Các chương trình hệ thống nhà máy điện hạt nhân đảm bảo an toàn chủ động và thụ động. Theo công nghệ mới, khu vực đảm bảo an toàn trong trường hợp xảy ra sự cố nằm cách nhà máy 800 m. Đại sứ Đặc mệnh toàn quyền Liên bang Nga tại Việt Nam khẳng định phía Nga hoàn toàn chịu trách nhiệm về sự an toàn của Nhà máy Điện hạt nhân Ninh Thuận I.

### Nhà máy điện hạt nhân Ninh Thuận II
Chính phủ Việt Nam đã ký các thoả thuận hợp tác xây dựng máy điện hạt nhân Ninh Thuận II với Nhật Bản.
Tháng 9 năm 2011, Nhật Bản cho tàu khảo sát địa chất đến Việt Nam khảo sát địa chất biển phục vụ dự án xây dựng nhà máy II.
Các chuyên gia Công ty Điện nguyên tử Nhật Bản (JAPC) đưa ra công nghệ và các đặc tính an toàn của các thế hệ lò phản ứng tiên tiến của Nhật có khả năng chống động đất và sóng thần cùng hướng khắc phục sau sự cố nhà máy điện Fukushima I.
Theo dự tính ban đầu, lò số 1 được dự kiến sẽ đưa vào vận năm 2021, lò số 2 năm 2022, lò số 3 năm 2024 và lò số 4 năm 2025.
Ngày 22/11/2016, Chủ nhiệm Văn phòng Chính phủ Mai Tiến Dũng cho hay, Quốc hội đã biểu quyết dừng thực hiện dự án xây dựng nhà máy điện hạt nhân tại tỉnh Ninh Thuận. Ông cũng cho biết thêm: “Việc dừng dự án không phải vì lý do công nghệ mà là do điều kiện kinh tế nước ta hiện nay” 

## Địa chất và an toàn hạt nhân

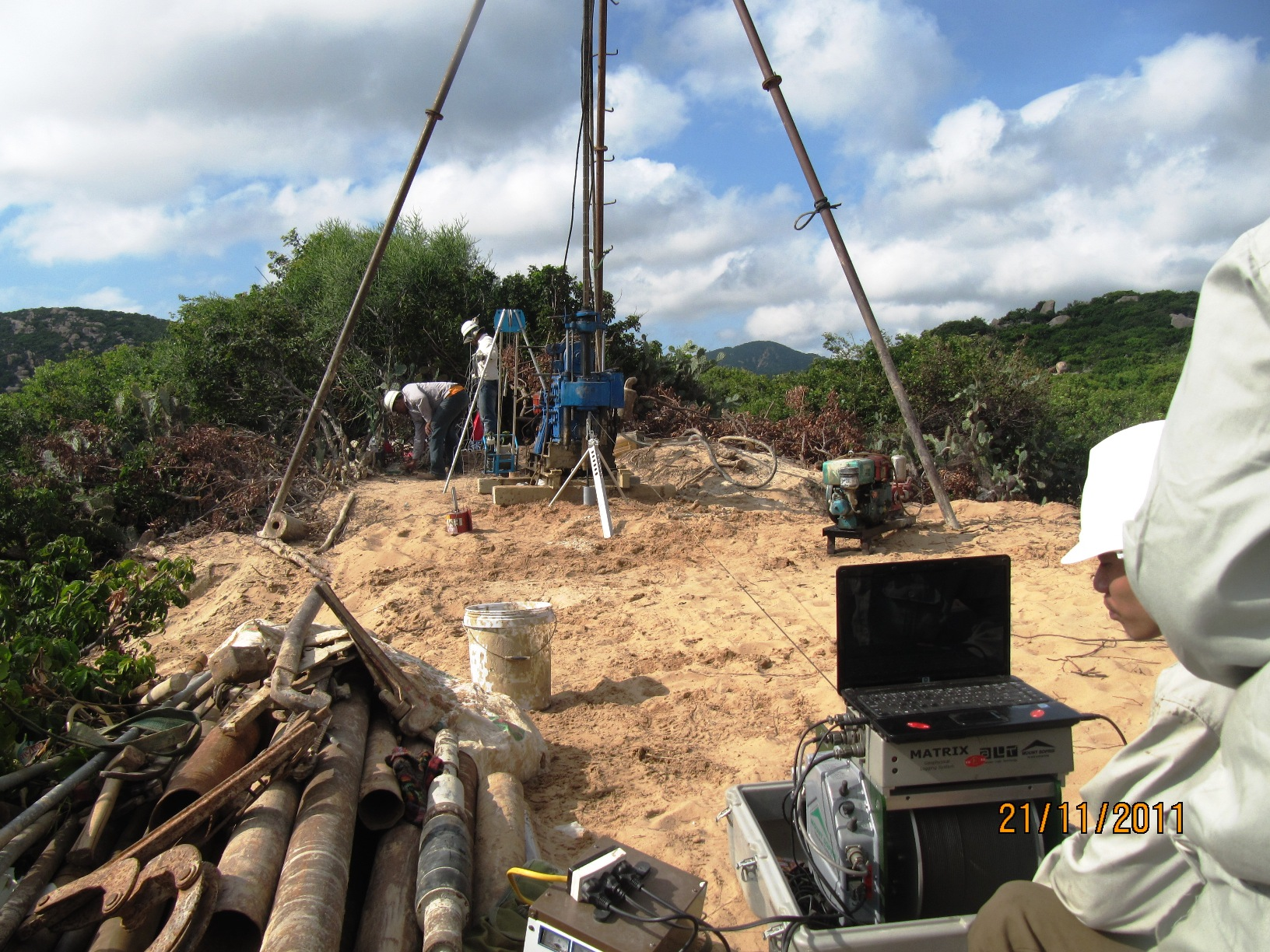
Khảo sát tại Vĩnh Hải

Ninh Thuận được các nhà địa chất xác định là vùng động đất cấp 5 hoặc 6. Về mặt khoa học, trận động đất có cường độ lớn hơn 6,5 độ Richter xảy ra ngoài biển có khả năng gây ra sóng thần. Tại vùng Bà Rịa – Vũng Tàu, Bình Thuận (giáp Ninh Thuận, thuộc tuyến đứt gãy 109 – 110 độ) hàng năm đều có động đất, cường độ từ 4,7 đến 5,2 độ Richter. Đây là hoạt động kiến tạo bình thường không gây nguy hiểm, nhưng nếu động đất trên 8 độ Richter, ước tính sau 15-30 phút, sóng thần sẽ đến đất liền và ảnh hưởng trực tiếp lên khu vực nhà máy. Các nhà khoa học Việt Nam và quốc tế cho rằng, với mức độ động đất vốn có, nếu núi lửa hoạt động có thể gây ra sóng thần nhưng mức độ cũng không mạnh. Theo cục trưởng Cục An toàn bức xạ và hạt nhân, khu vực xây dựng nhà máy tương đối ổn định và những trận động đất thông thường sẽ không ảnh hưởng đến khu vực nhà máy.
Tháng 3 năm 2011, đại diện Ban chuẩn bị đầu tư dự án cho biết: "Hai nhà máy điện hạt nhân tại Ninh Thuận sẽ được thiết kế ở mức dự phòng cao hơn từ 15 đến 30% so với mức độ động đất cao nhất đã từng xảy ra ở Việt Nam (6,8 độ Richter)". Ngoài ra 2 nhà máy còn được thiết kế hệ thống đê chắn sóng cao 15m, mặc dù mức sóng cao nhất ghi nhận được tại Ninh Thuận là 8m.
Từ 26 đến 28 tháng 7 năm 2011 đã diễn ra hội thảo quốc tế về "Các vấn đề liên quan đến động đất và sóng thần trong việc phê duyệt địa điểm Nhà máy điện hạt nhân Ninh Thuận" với sự tham dự của hàng trăm chuyên gia đến từ Nga, Nhật Bản, Hoa Kỳ, Armenia và Cơ quan Năng lượng Nguyên tử Quốc tế. Mục tiêu của hội thảo là đưa ra phương án xây dựng tối ưu, đảm bảo sự an toàn và hiệu quả vận hành của nhà máy.
Tháng 8 năm 2011, tại Hội nghị khoa học và công nghệ hạt nhân toàn quốc lần thứ 9, các chuyên gia khảo sát cho biết có một số đứt gãy đang hoạt động bị bỏ sót trong các nghiên cứu, khảo sát trước đây. Các đứt gãy này được cho là có vai trò quan trọng đối với sự ổn định công trình trong khu vực. Các chuyên gia kiến nghị khảo sát bổ sung.
Ngày 3 tháng 2 năm 2012, công tác khảo sát địa chất đã bắt đầu tiến hành.

## Đào tạo nhân lực
Theo các chuyên gia, Việt Nam thiếu cán bộ trong lĩnh vực công nghệ điện hạt nhân trầm trọng. Bộ Giáo dục và Đào tạo đã ký hợp đồng đào tạo nhân lực với Tập đoàn Nhà nước và điện hạt nhân của Nga. Từ 2010, Tập đoàn Điện lực Việt Nam đưa khoảng 40 người đi đào tạo. Bộ Khoa học và Công nghệ cũng đang xem xét vấn đề này trong thời điểm Việt Nam chưa có người làm về công nghệ hạt nhân. Thủ tướng Chính phủ cũng nhấn mạnh và yêu cầu cơ quan chuyên ngành nhanh chóng hoàn thiện các văn bản pháp quy, đào tạo nguồn nhân lực cho nhà máy điện nguyên tử đầu tiên khu vực Đông Nam Á.
Năm 2010, 30 sinh viên Việt Nam đầu tiên được gửi tới Trường đại học năng lượng nguyên tử IATE MIFI  thuộc tập đoàn nguyên tử Rosatom tại Obninsk Liên bang Nga với dự định tăng dần số lượng trong tương lai. Ba trung tâm đào tạo cho sinh viên đang được xây dựng, dự kiến hoàn thành và hoạt động trước khi vận hành điện hạt nhân 2 năm.
Ông Sueo Machi, Phó Tổng Giám đốc Cơ quan Năng lượng Nguyên tử Quốc tế (IAEA), Điều phối viên Diễn đàn hợp tác hạt nhân châu Á (FNCA), phát biểu rằng vai trò của người vận hành nhà máy điện hạt nhân rất quan trọng do đó đòi hỏi sự đào tạo chuyên sâu. Bên cạnh đó, trong năm 2010, Nhật Bản đã đào tạo cho Việt Nam 50 - 60 lượt cán bộ trong lĩnh vực điện hạt nhân và sẽ tiếp tục giúp đào tạo nhân lực để bảo đảm an toàn vận hành điện hạt nhân.
Đại diện ban quản lý dự án cho biết theo kế hoạch đến năm 2020 sẽ có khoảng 200 kỹ sư được đào tạo, huấn luyện về điện hạt nhân cho hai nhà máy.

## Khung pháp lý
Vấn đề ban hành khung pháp lý cho an toàn hạt nhân cũng là một thách thức vì trong tương lai vài năm kể từ 2011, Việt Nam cần hàng trăm văn bản về lĩnh vực này. Tuy nhiên, Luật năng lượng nguyên tử Việt Nam khi ban hành phải lệ thuộc quá nhiều vào các quy định pháp luật trước đó. Và theo quy định hiện tại, các công đoạn phê duyệt, cấp phép phân chia ra nhiều cơ quan chủ quản. Điều này đi ngược với hướng dẫn xây dựng Luật của Cơ quan Năng lượng nguyên tử quốc tế là chỉ nên để một cơ quan duy nhất quản lý. Điều này được xem là điểm yếu nhất của Luật năng lượng nguyên tử đang xây dựng.

## Quan điểm - đánh giá
Tháng 8 năm 2011, Cục trưởng Cục An toàn bức xạ và hạt nhân Việt Nam khẳng định công nghệ của Nga là hiện đại và đáng tin cậy, độ an toàn được đánh giá cao, nhưng vấn đề đáng lo ngại là an toàn trong quản lý và vận hành, về con người. Ông cho biết điều đáng quan tâm nhất không phải là công nghệ mà là cách Việt Nam sẽ tiếp nhận và vận hành công nghệ đó. Đây là bước khởi đầu quan trọng vì theo kế hoạch của Chính phủ, Việt Nam còn dự định mở thêm 8 - 10 địa điểm xây dựng điện hạt nhân đến năm 2030.
Tiến sĩ Bogomil Machev, giám đốc điều hành Công ty Risk Engineering của Bulgari cũng có quan điểm nguồn nhân lực là thách thức lớn của Việt Nam. Ông cho biết, từ kinh nghiệm của Bulgari, trong cao điểm xây dựng nhà máy cần tới 1.000 người túc trực thường xuyên, đội ngũ chuyên gia theo dõi giám sát phải có kinh nghiệm trên 30 năm. Bên cạnh đó, giáo sư tiến sĩ Trần Hữu Phát, chủ tịch hội đồng khoa học Viện Năng lượng nguyên tử Việt Nam cũng bày tỏ lo ngại về những vấn đề chưa sáng tỏ trong khảo sát địa chất: "Có thể giảm tiến độ, lùi thời hạn để chuẩn bị và xây dựng cho tốt. Thiếu an toàn là nguy hiểm nhất", và nói rằng "không nên đùa với điện hạt nhân".
Giáo sư, tiến sĩ Trần Đại Phúc, chuyên gia tư vấn Dự án xây dựng nhà máy điện hạt nhân (ĐHN) tại Ninh Thuận nhận xét:
- Về hạ tầng cơ sở: "Hạ tầng cơ sở của Việt Nam rất khó đáp ứng yêu cầu cao của nhà máy ĐHN. Nếu có thì trong nước chỉ có thể đảm nhiệm đổ bê tông cho hàng rào, hay sàn nhà trong khu vực nhà máy chứ còn lò phản ứng thì chắc chắn là không thể".[26]
- Về nhân lực: "Không muốn đầu tư dài hạn, việc đào tạo không bài bản thì mong gì có được nhân lực.Trong khi hiện nay đào tạo kiểu vất tiền ra cửa sổ. Cử 200-300 cán bộ đi sang liên xô 5 năm dạy lại chương trình của bách khoa và phổ thông thì chỉ mất tiền và mất thì giờ".[26]
- Về kinh nghiệm: TS Trần Chí Thành, Viện trưởng Viện Năng lượng Nguyên tử Việt Nam (Bộ Khoa học - Công nghệ)  chỉ ra một số khó khăn khách quan của Việt Nam khi kinh nghiệm trong lĩnh vực điện hạt nhân còn non trẻ, nguồn nhân lực vẫn thiếu. Ngoài ra, từ sự cố Fukushima (Nhật Bản) cũng đặt ra kinh nghiệm quý báu để Việt Nam chuẩn bị kỹ lưỡng, trong đó cấp thiết nhất là vấn đề nhân lực[27].

Về quan điểm các nước, sau sự cố ở Nhật đã có nhiều lo ngại về các nhà máy hạt nhân trên thế giới. Tháng 5 năm 2011, Đức tuyên bố sẽ hoàn thành việc đóng cửa các nhà máy điện hạt nhân vào 2022. Chính phủ Thụy Sĩ và Bỉ cũng tuyên bố dừng mọi kế hoạch xây dựng mới nhà máy điện hạt nhân và từng bước hủy bỏ các nhà máy hiện có. Tuy nhiên, các chuyên gia Nga cho biết, Pháp vẫn hoạt động các nhà máy và thêm các nhà máy mới. Phần Lan cũng đang xây dựng thêm nhiều các nhà máy điện hạt nhân. Do đó, quan điểm mỗi nước là không giống nhau trong phát triển năng lượng hạt nhân.

## Quan ngại
Trao đổi với BBC Việt ngữ hôm 05/9/2013 từ Paris, Giáo sư Nguyễn Khắc Nhẫn, nguyên cố vấn chiến lược Tập đoàn Điện quốc gia Pháp (EDF) bày tỏ lo ngại: "Nếu một thảm họa như Chernobyl hay Fukushima xảy ra thì cả miền Trung sẽ bị phóng xạ bao trùm và đất nước ta sẽ bị chia đôi lâu dài, du lịch, xuất khẩu, kinh tế sẽ bị tê liệt trong chớp nhoáng. Ta sẽ phung phí hàng chục rồi hàng trăm tỷ đô-la mà không đem lợi ích gì cho đất nước." 
Nhân đánh dấu một năm sự cố thảm họa ở nhà máy điện hạt nhân Fukushima (11/3/2011), nhà thơ và nhà nghiên cứu gốc Chăm, ông Inrasara, nói rằng 90% người dân Ninh Thuận đang sống trong các làng mạc chỉ nằm cách nơi định xây nhà máy điện hạt nhân chừng 20–30 km, cho nên nếu sự cố xảy ra, chắc chắn người dân địa phương, đồng bào Kinh, cũng như cộng đồng Chăm ở Ninh Thuận sẽ bị "tác động" và ảnh hưởng nghiêm trọng.

## Tái định cư

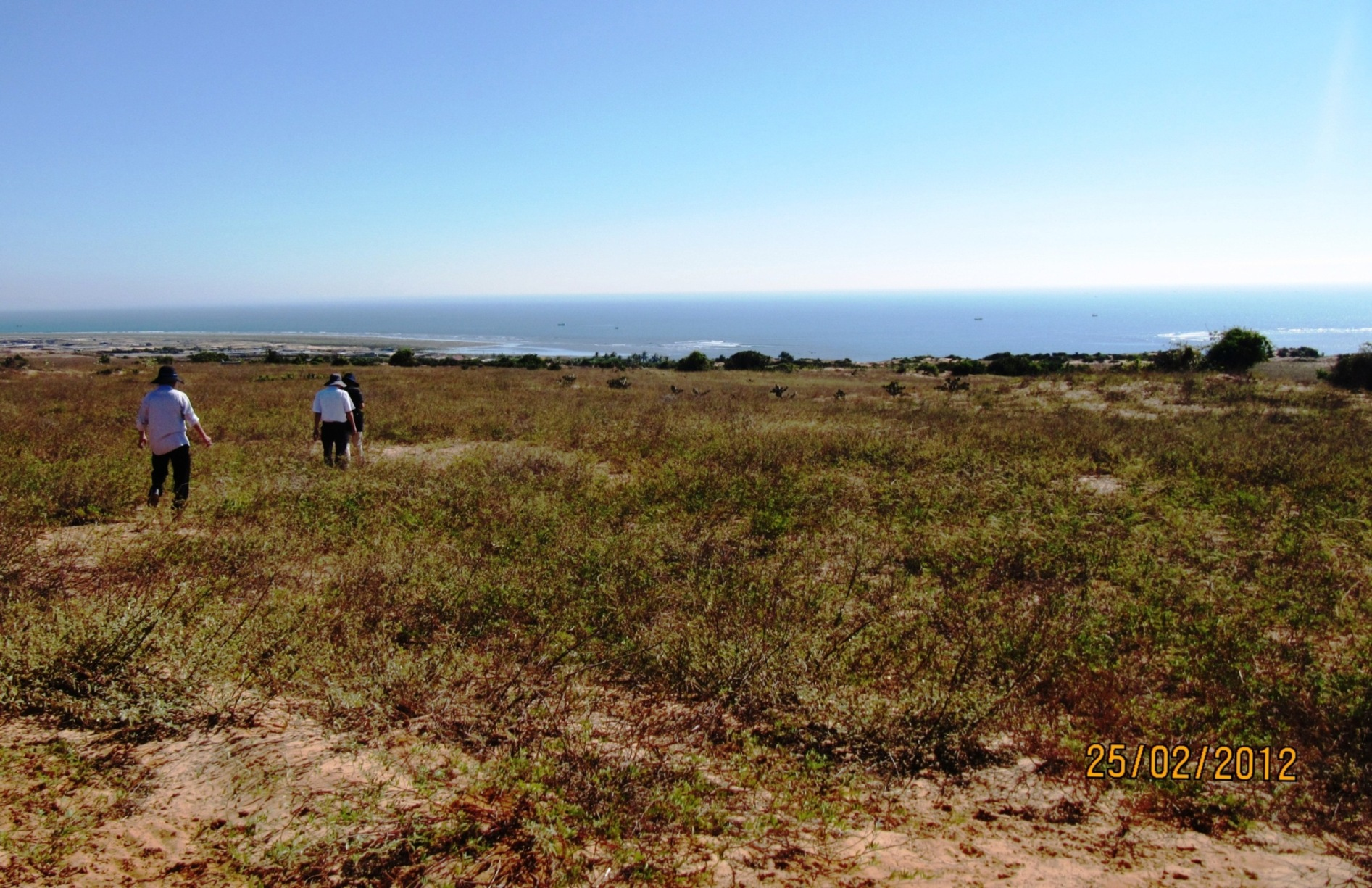
Vùng đất thôn Vĩnh Trường xã Phước Dinh tỉnh Ninh Thuận khô cằn đầy nắng gió. Khuôn viên dự án Điện Hạt nhân nay chuyển sang Điện mặt trời Gelex

Tổng số dân phải di chuyển là 1.288 hộ với 4.911 nhân khẩu, trong đó dự án Nhà máy điện hạt nhân Ninh Thuận 1 là 477 hộ/2.084 nhân khẩu; dự án Nhà máy điện hạt nhân Ninh Thuận 2 là 811 hộ/2.827 nhân khẩu. Dự kiến tiến độ di chuyển dân hoàn thành trong năm 2018.
Dự án Nhà máy điện hạt nhân Ninh Thuận 1 bố trí một điểm tái định cư tại thôn Từ Thiện, xã Phước Dinh, H.Thuận Nam, tỉnh Ninh Thuận, với diện tích 43,67 ha.
Dự án Nhà máy điện hạt nhân Ninh Thuận 2 bố trí hai điểm tái định cư: một điểm tại khu Hòn Một, thôn Thái An, xã Vĩnh Hải, H.Ninh Hải, tỉnh Ninh Thuận với diện tích 45 ha; và khu quy hoạch chỉnh trang khu dân cư hiện hữu tại thôn Thái An, xã Vĩnh Hải, H.Ninh Hải với diện tích 13,4 ha. Tổng mức đầu tư dự án là 3.235,5 tỉ đồng, nguồn vốn do Tập đoàn điện lực VN cấp theo kế hoạch sử dụng sau khi thống nhất với UBND tỉnh Ninh Thuận.

## Các dự án song song
Ninh Thuận được đánh giá là một trong những vùng có tiềm năng phát triển năng lượng điện gió và mặt trời rất lớn. Đến giữa tháng 3 năm 2011, tại Ninh Thuận đã có 30 nhà đầu tư trong nước và nước ngoài đăng ký dự án phát triển điện gió, điện mặt trời; thu hút trên 35.000 tỷ đồng vốn đầu tư khai thác.